# (8813) Leviathan
(8813) Leviathan – planetoida z pasa głównego asteroid okrążająca Słońce w ciągu 5,63 lat w średniej odległości 3,16 au. Odkryta 29 listopada 1983 roku przez Edwarda Bowella z Anderson Mesa Station.
Została nazwana na pamiątkę „Lewiatana z Parsonstown”, wielkiego teleskopu Williama Parsonsa.